# چک ۱۵۲ پی، صادق‌آباد
چک ۱۵۲ پی (به انگلیسی: Chak 152 P) یک روستا در پاکستان است که در پنجاب واقع شده‌است.